# Тоні Беннетт
Тоні Беннетт (англ. Tony Bennett, справжнє ім'я — Ентоні Домінік Бенедетто (англ. Anthony Dominick Benedetto); 3 серпня 1926 — 21 липня 2023) — американський естрадний виконавець традиційної свінгової та попмузики з елементами джазу, переважно з репертуару Great American Songbook.
Досягнувши величезної популярності на початку 1950-х рр. Беннетт став втрачати публіку з настанням ери рок-музики. Відмінність Беннетта від інших кумирів предрок-н-рольної епохи полягає в тому, що він дочекався повернення інтересу до традиційної естради та зміг отримати вигоду цієї зміни.
Наприкінці 1980-х і в 1990-ті роки Беннетт поступово надолужив упущену славу, розширюючи свою аудиторію молодим поколінням та зберігаючи прихильність традиційному стилю естрадного співу. В 1990-ті та 2000-ні роки його відзначили багатьох премій «Греммі» у категорії «традиційна попмузика».

## Юні роки
Ентоні Домінік Бенедетто народився в районі Асторія, Квінз, міста Нью-Йорк, син Анни (уроджена Suraci) і Джона Бенедетто. Його батько був бакалейщик, який емігрував з Podàrgoni (сільські райони південно-східної частини італійського міста Реджо-Калабрія), а його мати була швачкою. З двома іншими дітьми та батьком, який був хворий і не в змозі працювати, сім'я жила у злиднях. Джон Бенедетто помер, коли Ентоні було 10 років. Молодий Бенедетто виріс слухаючи Едді Кантора, Джуді Гарленд та Бінга Кросбі, а також джазових виконавців, таких, як Луї Армстронг, Джек Тігарден і Джо Вентурі.
Його дядько був чечеточником в Водевілі і тому зміг рано прилаштувати його в шоубізнесі. У 10 років Тоні вже співав при відкритті мосту Трайборо. Карикатури та малювання також були його захопленням в ранньому віці. Він відвідував нью-йоркську Вищу школу промислового дизайну (High School of Industrial Art), де він вивчав живопис та музику, але кинув її в 16-річному віці, щоб підтримувати свою сім'ю.
Він працював копіювальником в Associated Press і на інших некваліфікованих, низькооплачуваних роботах. Але переважно Тоні націлився на кар'єру співака, виступаючи в Paramus, нічному клубі Нью-Джерсі.
Бенедетто був покликаний в армію США в листопаді 1944 року, на кінцевому етапі Другої світової війни. Він пройшов базову підготовку в Форт-Дікс і форт Робінсон і став піхотинцем. Служба проходила спочатку до Франції, а потім і в Німеччині. У березні 1945-го Беннетт потрапив на лінію фронту, що пізніше описував як «передній ряд сидінь у пеклі».
Після закінчення війни Тоні був залишений в Німеччині та виступав з армійськими групами, використовуючи псевдонім Джо Барі (Joe Bari), який почав застосовувати ще до війни.
Після звільнення з армії та повернення в Штати 1946 року, Бенедетто навчався в American Theatre Wing. Він вивчав спів бельканто, яке буде тримати його голос в хорошій формі всю кар'єру. Тоні продовжував виступати скрізь, де лише міг. За пропозицією свого вчителя, він створив незвичайний прийом, що імітує стиль та фразування інших музикантів. Наприклад, саксофон Стена Гетца або фортепіано Арта Тейтум, що допомагало йому імпровізувати, коли він інтерпретував пісні. Бенедетто зробив кілька записів під тим же псевдонімом Барі 1949 року для невеликої студії Leslie Records, але їм не вдалося їх продати.

## Тріумфи п'ятдесятих
Беннетт починав свою кар'єру як естрадний виконавець свінгових стандартів в традиції таких італо-американських «крунерів», як Френк Сінатра, Перрі Комо і Дін Мартін. Їх естрадно-джазова манера виконання мала назву «крунінг». На початок XXI століття Беннетт залишився єдиним носієм цієї традиції.
Його першим успішним хітом став «Because of You» (1951), гранично повільна любовна балада з фільму 1940 року, спродюсована Мітчем Міллером з оркестровим аранжуванням від Персі Фейфа. Пісня почала набирати популярність в музичних автоматах, потім досягла вершини в поп-чартах журналу «Білборд» та залишалася там протягом 10 тижнів. За цей час було реалізовано понад мільйон примірників платівки.
У тому ж році Беннетт ще раз дістався до першого рядка попчартів — з синглом «Cold, Cold Heart» — повільною баладою кантрі-музиканта Хенка Вільямса. Успіх беннеттовской версії пісні перетворив Вільямса в популярного композитора. Надалі тандем Міллера та Фейфа працював над усіма ранніми хітами Беннетта. Через два роки після першого успіху він повернувся на вершину національного хіт-параду з більш динамічною піснею «Rags to Riches».
Пісня Беннетта «Blue Velvet», нині більш відома за версією Боббі Вінтона, приваблювала юрби підлітків-фанатів на концерти в нью-йоркський театр Парамаунт. Його останнім хітом, який очолив біллбордовські чарти, став сингл «Stranger in Paradise» (1954) на музику «Половецьких танців» Бородіна (фрагменту 2-ї дії опери «Князь Ігор»).

## Падіння популярності
Після настання епохи рок-н-ролу молоді естрадні виконавці, такі як Беннетт, виявилися вибиті з хіт-парадів точно так само, як їх поява на зорі 1950-х рр. підірвало популярність їх попередників на зразок Сінатри та Кросбі. Молодь кінця 1950-х не цікавили традиційні свінгові аранжування, якими славився Беннетт.
Більш консервативний смак виявляли академіки від звукозапису, які вручали започатковану 1959 року премію «Греммі». На церемонії 1963 року Беннетта чекав тріумф — його пісня «I Left My Heart in San Francisco», ледь добралася до найкращої двадцятки, була удостоєна премії в престижних номінаціях «найкращий чоловічий вокал» та «найкращий запис».
Проте в другій половині 1960-х рр. Беннетт, послухавши порад продюсерів, змушений був змінити імідж та переключитися на виконання осучасненого матеріалу. Від цього його платівки не стали продаватися краще, і він був змушений вирушити слідом за Сінатрою та іншими кумирами в Лас-Вегас, де пісні попереднього десятиліття ніколи не втрачали успіху серед переважно вікової публіки.

## Поворот у кар'єрі
Наприкінці 1970-х рр., коли Беннетт був готовий залишити заняття музикою, в американської публіки стала з'являтися ностальгія за стандартами з Great American Songbook. В 1980-ті рр. популярні рок-музиканти (наприклад, Лінда Ронстадт) стали записувати цілі альбоми стандартів, серед яких були і ранні хіти Беннетта.
Обов'язки менеджера Тоні Беннетта в той час виконував його син Донні, який вирішив скористатися зміною в смаках публіки. В 1992 і 1993 рр. Беннетт випустив два триб'ют-альбому, на яких виконував пісні з репертуару Сінатри та Фреда Астера. Обидва добре продавалися і принесли йому статуетки «Греммі».
В 1994 р. Донні запропонував батькові зробити неординарний крок — записати живий концерт на молодіжному каналі MTV, запросивши на виступ як гостей Елвіса Костелло і Кей Ді Ленг. Так з'явився концертний альбом «MTV Unplugged», що приніс Беннетту ще одну «Греммі», цього разу в найпрестижнішій категорії — «альбом року».
Протягом наступних років Беннетт регулярно виступав з концертами та записував нові диски, які приносили йому «Греммі». До його 80-річчя був присвячений вихід альбому дуетів, записаних з такими зірками, як Пол Маккартні, Елтон Джон, Стіві Вандер, Джордж Майкл та Селін Діон. Він став найуспішнішим за всю попередню кар'єру, діставшись в Billboard 200 до 3-й позиції.
2011 року Тоні Беннетт став найстаршим за всю історію співаком, який очолив (з альбомом Duets II) американський чарт Billboard 200.
25 вересня 2016 музикант представив студійний альбом The Silver Lining: The Songs of Jerome Kern, присвячений Джеромі Керну.

## Хобі
Беннетт також був художником. Він підписував свої картини Ентоні Бенедетто — таким було його ім'я при народженні.

## У кіно
З’являється у фінальних кадрах фільму «Аналізу́й це», де співає для психіатра Бена Собела та його дружини на прохання боса мафії Пола Вітті. У кінцевих титрах це зазначено як «Special Appearance by TONY BENNETT».